# デジタルミュージックパワー
「デジタルミュージックパワー」は、rumania montevideoの2枚目のシングル。

## 内容
中部日本放送制作・TBS系『モンスターファーム〜円盤石の秘密〜』の中期エンディングテーマおよび同アニメの関連企画「モンスター体操」テーマソング。

## 収録曲
1. デジタルミュージックパワー
作詞：三好真美　作曲：三好誠　編曲：三好誠・古井弘人
  - インディーズミニアルバム『sunny,cloudy,rain』に収録されている「Snap」の日本語ヴァージョン。
  - アニメのエンディングで使用されたいわゆるテレビサイズ・バージョンの歌詞とは大幅に異なっている。
2. hands
作詞：三好真美　作曲・編曲：三好誠
3. UNDER THE SKIN
作詞：三好真美　作曲・編曲：三好誠
4. デジタルミュージックパワー(inst.)

## レコーディング参加
- 古井弘人（GARNET CROW） - キーボード
- 宇徳敬子 - コーラス

## Muuのシングル
1999年11月5日には女性アイドルグループ「Muu」が表題曲をカバーしたシングルを発売し、競作となった。
GIZA studioが当時運営していたインディーズレーベルであるGarage Indies Zapping Associationからの発売。Muuとしては唯一のシングルとなる。
ジャケットは12cm仕様、ディスクは8cmCDとして発売された。ジャケットの帯には『モンスターファーム2』に読み込ませると、ドラゴン種のレアモン「ムー」が再生される旨が書かれていた。

### 収録曲
1. デジタルミュージックパワー(Muu Version)
2. デジタルミュージックパワー(original KARAOKE)
3. デジタルミュージックパワー(Remix Version)